# Заставье (Львовская область)
Заставье (укр. Застав'є) — село в Бусской городской общине Золочевского района Львовской области Украины.
Население по переписи 2001 года составляло 23 человека. Занимает площадь 4,61 км². Почтовый индекс — 80530. Телефонный код — 3264.